# Indoleon sinensis
Indoleon sinensis är en insektsart som först beskrevs av Banks 1940.  Indoleon sinensis ingår i släktet Indoleon och familjen myrlejonsländor. Inga underarter finns listade i Catalogue of Life.